# Араби в Україні
Араби в Україні — національна меншина близькосхідного та північноафриканського походження. За переписом 2001 року в Україні налічувалося 6575 арабів, найбільше — у Києві, Одеській, Харківській, Дніпропетровській та Донецькій областях.
Більшість арабів в Україні походять з таких країн, як Сирія, Палестина, Єгипет, Ліван та Йорданія, а також з Марокко.

## Історія
Хоча історія контактів між Руссю та арабським світом давня (згадки про Київ в арабських джерелах, торгові шляхи), формування сучасної арабської громади в Україні почалося пізніше.
Значна частина арабської діаспори в Україні сформувалася завдяки навчанню. Тисячі студентів з арабських країн (Сирія, Ліван, Йорданія, Палестина, Ірак, Єгипет, Судан, Ємен та інші) приїжджали до СРСР, зокрема в УРСР, здобувати вищу освіту в технічних, медичних, економічних та інших галузях. Після закінчення навчання багато з них залишалися працювати, створювали сім'ї, асимілюючись у радянське, а згодом українське суспільство. 
Розпад Радянського Союзу та наступні політичні та економічні зміни в арабських країнах (наприклад, конфлікти на Близькому Сході) спричинили нову хвилю міграції до України. Цього разу це були не тільки студенти, а й біженці, підприємці, які шукали кращих умов для життя та ведення бізнесу. Ліванська громада, зокрема, стала однією з найбільших та найактивніших. 

## Історична динаміка
За даними Всеукраїнського перепису населення 2001 року, в Україні проживало близько 6,6 тисяч арабів. Важливо зазначити, що ця цифра може не повністю відображати реальну кількість, оскільки частина арабів могла бути записана за громадянством (наприклад, громадяни Сирії, Лівану тощо), або як особи без громадянства, або не декларувати своє етнічне походження як "арабське" (наприклад, деякі палестинці могли вказати себе як палестинці, хоча вони є частиною арабського світу).
Динаміка чисельності арабів за переписами:
- 1926 — 3
- 1939 — 26
- 1959 — 30
- 1970 — 796
- 1979 — 1 352
- 1989 — 1 240
- 2001 — 6 575

## Розселення
Чисельність арабів у регіонах України за переписом 2001 р.
| Регіон                    | Кількість |
| м. Київ                   | 1426      |
| Одеська область           | 1320      |
| Харківська область        | 985       |
| Дніпропетровська область  | 525       |
| Донецька область          | 470       |
| Запорізька область        | 271       |
| Автономна Республіка Крим | 268       |
| Луганська область         | 212       |
| Вінницька область         | 174       |
| Житомирська область       | 158       |
| Київська область          | 122       |
| Полтавська область        | 119       |
| Черкаська область         | 102       |
| Сумська область           | 74        |
| Чернівецька область       | 67        |
| Львівська область         | 59        |
| м. Севастополь            | 36        |
| Тернопільська область     | 31        |
| Кіровоградська область    | 25        |
| Волинська область         | 23        |
| Закарпатська область      | 23        |
| Миколаївська область      | 23        |
| Хмельницька область       | 19        |
| Херсонська область        | 14        |
| Рівненська область        | 11        |
| Івано-Франківська область | 10        |
| Чернігівська область      | 8         |
| Україна                   | 6575      |
|                           |           |

## Мова
Українські араби як правило, володіють арабською мовою як рідною або мовою сімейного спілкування, українською мовою для повсякденного спілкування, навчання, роботи та російською мовою.
Рідна мова арабів України за переписом 2001 р.
- арабська — 4 071 (61,9 %)
- російська — 1 235 (18,8 %)
- українська — 897 (13,6 %)
- інша — 91 (1,4 %)

## Релігія

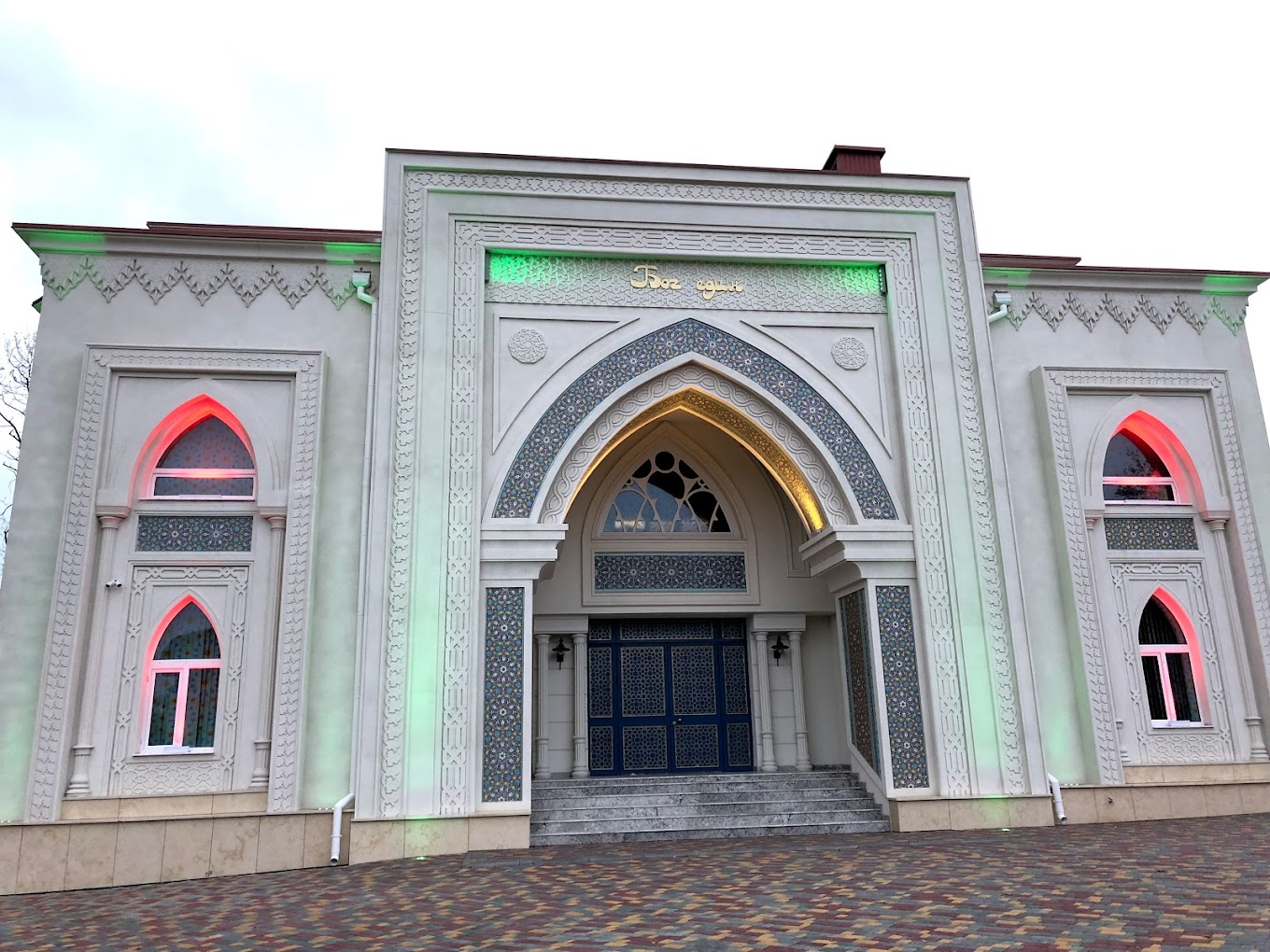
Східний культурний центр у місті Одеса

Переважна більшість арабів в Україні сповідують іслам, здебільшого сунітського напрямку. Мусульманська громада України є багатонаціональною, і араби відіграють у ній помітну роль. Проте, варто зазначити, що серед арабів є також християни (наприклад, араби-християни з Лівану, Сирії, Палестини, зокрема православні, католики різних обрядів, наприклад, мелькіти, мароніти), хоча їхня кількість в Україні менша. 
У місті Одеса є Арабський культурний центр та мечеть Аль-Салам та Східний культурний центр імені Ахмеда Сулеймана Ківана.

## Культурне життя
Арабська культура в Україні є дуже різноманітною, оскільки вона об'єднує представників багатьох арабських країн, кожна з яких має свої регіональні особливості. Однак є й спільні риси:
- Гостинність: Високо цінується гостинність та сімейні зв'язки.
- Кухня: Арабська кухня користується популярністю, зокрема хумус, фалафель, кебаби, східні солодощі. В Україні існують арабські ресторани та магазини східних товарів.
- Мистецтво та музика: Арабські громадські організації проводять культурні заходи, що знайомлять українців з арабською музикою, танцями, каліграфією.
- Свята: Відзначаються ісламські свята, такі як Курбан-Байрам (Ід аль-Адха) та Ураза-Байрам (Ід аль-Фітр), а також традиційні свята, характерні для певних регіонів.

### Видавнича діяльність
З 2011 року працює інформаційний портал «Україна по-арабськи». Він позиціонує себе як онлайн-ЗМІ, що є незалежним та не підтримує жодну політичну партію або компанію, Публікує новини про ісламський та арабський світ, Іслам в Україні, Україну та про її стосунки з арабськими та мусульманськими країнами арабською, українською, англійською, російською мовами. Створений на базі «Українсько-арабського порталу», який існував з 16 липня 2003. З 2018 року портал разом з асоціацією «Український національний комітет Міжнародної торговельної палати» видає журнал «Україна арабською — Економічний вісник» — арабською мовою про Україну, поширюється через посольства. Головним редактором є Мохаммад Фараджаллах.

## Медицина
В Україні діє "Асоціація арабських лікарів України", яка об'єднує багатьох висококваліфікованих медичних фахівців арабського походження. Хоча конкретні прізвища можуть бути не на слуху у широкої публіки, ці лікарі роблять значний внесок у розвиток української медицини, зокрема впроваджуючи нові технології та підходи.

## Відомі представники
- Аль Шамі Фарес Недаль — український боєць йорданського походження, старший лейтенант Збройних сил України. Учасник російсько-української війни. Герой України (посмертно, 2023).
- Валід Арфуш — український підприємець та продюсер ліванського походження.
- Ківан Аднан — український підприємець та бізнесмен сирійського походження.
- Руслан Аднан — український підприємець та бізнесмен, новий голова компанії Kadorr Group.[9]